# Инь-йога
Инь-йога — это направление йоги, сформированное в 1970-х годах преподавателем боевых искусств и йоги Паули Зинком и его учеником Полом Грилли, подразумевающее плавную практику с длительными и статичными асанами (позами).
Стиль инь-йоги основан на принципах Даосской системы, практикуемой даосскими священниками в Китае и Тайване.

## История
Направление инь-йоги возникло благодаря Полу Грилли, преподающему йогу с 1980 года. Грилли был учеником преподавателя даосской йоги и специалиста по боевым искусствам Паули Зинка. На занятиях два часа отводилось на статичные асаны длительностью 5-10 минут, остально время — на «янские» динамические позы, имитировавших движение животных. Пола Грилли главным образом интересовала статика и практика напольных асан, и вскоре его мастер-классы приобрели большую популярность. Одна из учениц Пола, Беркли Сара, усвоила основные принципы даосской йоги и начала преподавать йогу сама, делая акцент на плавном выполнении статичных асан и называя свои уроки «инь-йогой». Спустя год Пол Грилли издал собственную книгу под названием «Иньская йога: поговорим о главных практиках».

## Концепция «Инь и Ян»
Даосская система построена на концепции двойственности мира, начал инь и ян, появившихся из единого потока энергии Ци (Qi). Энергия Ци (в индийской культуре — праны) циркулирует по энергетическим каналам в теле человека. Практика инь-йоги способствует очищению энергетических каналов и ведет к расслаблению и внутренней гармонии.
Терминами инь и ян описывают все уровни явлений в жизни: «Инь — неподвижная, потаенная
сторона любого явления. Ян — переменчивая, движущаяся, открытая сторона любого
явления. Обе эти стороны неизменно сосуществуют, одна не может существовать без
другой». Таким образом, Пол Грилли относит практики, направленные на развитие мышц, к стихии ян, а практики, сосредоточенные на соединительной ткани — к стихии инь.

## Практики
В то время как янские, или активные практики сосредоточены на работе мышц, то инь-йога воздействует на соединительные ткани. Занятия предполагают проработку как нижней, так и верхней частей тела. В отличие от мышц, соединительные ткани реагируют только на длительные и умеренные нагрузки, поэтому длительность каждого упражнения составляет 3-5 минут. При выполнении асаны мышцы должны быть расслаблены, дыхание размеренным, а разум -осознанным.

### Некоторые асаны инь-йоги
1. Пятиугольник. Человек лежит на полу, руки и ноги разведены, конечности расслаблены, а глаза закрыты. Цель позы — почувствовать спокойствие и расслабление.
2. Бабочка. Человек сидит на полу, подтянув ноги к себе так, чтобы стопы соприкасались, и затем уходит в наклон. Цель позы — растяжка для нижней части позвоночника и области паха.
3. Стрекоза. Человек сидит на полу, ноги раздвинуты на 90 градусов или шире, затем следует наклон вперед и касание руками пола перед собой. Цель асаны — растяжка задней поверхности бедер, позвоночника и области паха.
4. Гусеница — одна из ключевых поз в инь-йоге, способствует растяжке ног и всего позвоночника. В данной позе человек сидит на полу, ноги вытянуты, руки обхватывают лодыжки или ступни; корпус наклонен вперед. «Гусеница» помогает подготовиться к медитации.

## Значение в мире йоги
Инь-йога не может считаться отдельной независимой формой практики асан, так как инь- и ян-йога взаимодополняют друг друга. Ян-йога придает человеку сил и заряжает его энергией, инь-йога расслабляет и успокаивает человеческий разум. В современном мире преобладает начало ян, демонстрируя принципы материализма и капитализма. Задача инь-йоги состоит в том, чтобы найти баланс и прийти к гармонии души и тела.